# Euriphene ernestibaumanni
Euriphene ernestibaumanni är en fjärilsart som beskrevs av Karsch 1895. Euriphene ernestibaumanni ingår i släktet Euriphene, och familjen praktfjärilar. Inga underarter finns listade.